# هریس (داکوتای شمالی)
هریس(به انگلیسی: Horace) شهری در ایالت داکوتای شمالی کشور ایالات متحده آمریکا است که جمعیت آن در سرشماری سال ۲۰۱۰ میلادی، ۲٬۴۳۰ نفر بوده‌است.